# Tachina ewdens
Tachina ewdens är en tvåvingeart som beskrevs av Walker 1853. Tachina ewdens ingår i släktet Tachina och familjen parasitflugor. Inga underarter finns listade i Catalogue of Life.